# ルネ・ルフェーブル

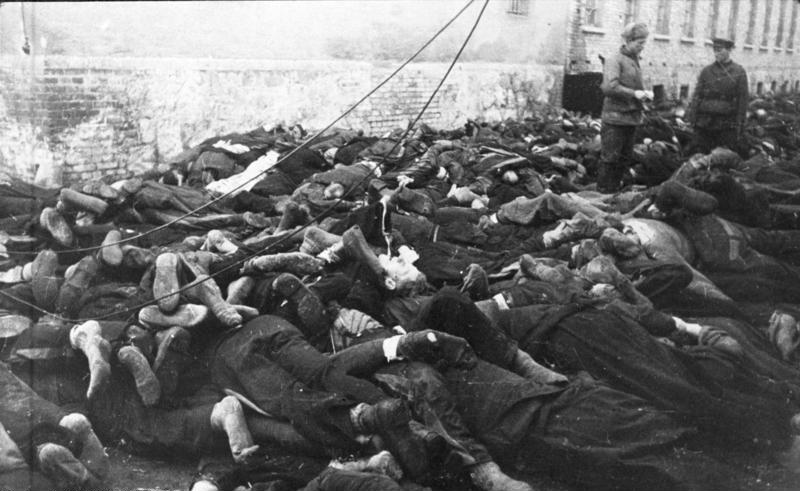
ゾンネンベルク強制収容所の犠牲者たちBundesarchive picture of 1945

ルネ・シャルル・ジョゼフ・マリー・ルフェーブル （René Charles Joseph Marie Lefebvre, 1879年2月23日 – 1944年3月4日）は、フランスのトゥールコワン出身の工場主であり、ドイツの ブランデンブルク (現在のポーランド西部ルブシュ県 Słońsk)のゾンネンベルク強制収容所で死去した。
彼はフランスのレジスタンス運動および英国情報機関のために働いていたために、ナチス・ドイツのゲシュタポ によって当収容所に収監されていた。
ルフェーブルは、国際的カトリック聖伝主義の団体である聖ピオ十世司祭兄弟会（SSPX）の創設者である、フランス人ローマ・カトリックの大司教マルセル・ルフェーブルの父親でもある。

## 生涯
ルフェーブルは1879年にフランス北部のノール県トゥールコワンに生まれた。一家は1738年以来およそ50人のカトリック聖職者を輩出しており、その中には枢機卿や数人の司教、多くの司祭や修道士／修道女等が含まれていた。彼は信心深く熱心なカトリック教徒であり、子供たちを毎日ミサに連れて行った。1923年に、息子たちのうち2人（マルセルとルネ）にローマのフランス語話者向け神学校に行くように勧めた。 8人の子供のうち2人は宣教師司祭 (missionary Priests) となり、3人の娘は各自が異なる会で修道女となり、他の3人はカトリックの大家族を築いた。
ルフェーブルは王党派であることを公言しており、第一次世界大戦中にトゥールコワンがドイツ帝国陸軍により占領された際、英国情報機関のスパイ組織を運営していた。
その後、第二次世界大戦中にナチス・ドイツがフランスを占領した時に、彼はこの活動を再開し、兵士を密輸し、囚人を未占領地域のフランスおよびロンドンへと逃がした。ルフェーブルは逮捕され、「敵との共謀し、大ゲルマン帝国に対して武器を取らせるよう若者を集めた」咎で1942年5月28日にベルリンで死刑宣告を受けた。彼は KZ Sonnenburg (ゾンネンベルク強制収容所)に送られた。ゾンネンベルク強制収容所は、刑務所から強制収容所に転用された施設で、共産主義者および社会民主主義者の活動家らによって運営されていた。ルフェーブルは1年間の苦痛と窮乏ののちにゾンネンベルクで死去し、 遺体は現在に至るまで回収されていない。

## 死後
1953年7月16日、ルフェーブルはフランスのレジスタンス運動への積極的な参加により、フランス第四共和政政府より Médaille militaireを追贈された。ルフェーブルはガブリエル・ワチーヌ (Gabrielle Watine) と婚姻しており、彼女は1938年に死去している。

## 参照
1. 1 2  “The ghost at all our tables”.   Oriensjournal.com. 2009年1月31日時点のオリジナルよりアーカイブ。2023年5月22日閲覧。
2. 1 2 3 4  “A Biography of Archbishop Marcel Lefebvre by Father Ramón Anglés”.   fsspx.org. 2009年1月6日時点のオリジナルよりアーカイブ。2023年5月22日閲覧。
3. 1 2 3  
Jeanette M. Pryor & J. Christopher Pryor, "René Lefebvre and the Holocaust[リンク切れ], Le Floch Report, 19 March 2006.
4. ↑  “Monsignor Lefebvre in his own words”.   sspxafrica.com. 2006年12月6日時点のオリジナルよりアーカイブ。2023年5月22日閲覧。
5. ↑  “A Calvary 1941-1944 René Lefebvre Part 1”.   angelusonline.org. 2009年1月31日時点のオリジナルよりアーカイブ。2023年5月22日閲覧。
6. ↑  “N8:Konzentrationslager Sonnenburg”. Struktur der NSDAP. 2023年5月22日閲覧。
7. ↑  “マルセル・ルフェーヴル - 教会に捧げた人生”. 2023年7月10日閲覧。